# Leo de Wiskundige
Leo de Wiskundige (Oudgrieks Λέων ὁ Μαθηματικός, Léōn ho Mathēmatikós) of Leo de Filosoof (Λέων ὁ Φιλόσοφος, Léōn ho Philósophos) (Thessalië , ca. 790-800 - waarschijnlijk Constantinopel, na 869) was een Byzantijnse geleerde, geestelijke, filosoof, logicus, ingenieur en bibliofiel. Van 840 tot 843 was hij aartsbisschop van Thessalonica. Later werd hij hoofd van de filosofische school van Magnaura in Constantinopel, waar hij lesgaf in de Aristoteliaanse logica.
Hij wordt geassocieerd met de Macedonische renaissance, die optrad na het het einde van de Byzantijnse beeldenstrijd. Zijn enige bewaard gebleven geschriften zijn een paar notities die zijn overgeleverd in manuscripten van Plato's dialogen. Hij wordt "een echte Uomo universale" genoemd en "de slimste man in Byzantium in de 9e eeuw". Hij was aartsbisschop van Thessalonica en werd later het hoofd van de filosofische stroming van Magnaura in Constantinopel,, waar hij de logica van Aristoteles onderwees.

## Leven
Leo werd geboren in Thessalië. Hij was een neef van de patriarch van Constantinopel, Johannes Grammaticus. In zijn jeugd werd hij opgeleid in Constantinopel. Hij reisde naar de kloosters van Andros, waar hij erin slaagde zeldzame manuscripten te verwerven. Hij leerde daar wiskunde van een oude monnik. In eerste instantie gaf hij in obscuriteit privé-lessen in Constantinopel. Het verhaal gaat dat toen een van zijn leerlingen gevangen werd genomen tijdens de Byzantijns-Arabische oorlogen, de kalief al-Mamun zo onder de indruk was van zijn kennis van de wiskunde dat hij Leo grote rijken aanbood als hij naar Bagdad zou komen. Leo bracht de brief van de kalief onder de aandacht van de Byzantijnse keizer Theophilos, die onder de indruk van zijn internationale reputatie, hem vervolgens een school (ekpaideutērion) toewees, in ofwel de Magnaura ofwel de kerk van de Veertig martelaren van Sebaste.
In de versie van het verhaal die door Theophanes Continuatus werd opgetekend, had de kalief, na ontvangst van Leo's  afwijzingsbrief hem een nieuwe brief toegestuurd met het verzoek om antwoorden te geven op vragen over een aantal moeilijke vraagstukken in de meetkunde en de astrologie. Leo voldeet aan dit verzoek. Al-Mamun zou hem toen tweeduizend pond goud en eeuwige vrede hebben aangeboden als hij korte tijd gebruik kon maken van Leo's diensten; dit verzoek werd afgewezen. De keizer heeft Leo hierop geëerd door hem door Johannes Grammaticus te laten wijden tot aartsbisschop van Thessaloniki. Deze functie bekleedde hij vanaf het voorjaar van 840 tot 843. Er is een discrepantie in dit verhaal. Kalief Al-Mamun stierf namelijk in 833. Er zijn nu twee mogelijkheden; of de connectie tussen de laatste brief van de kalief en Leo's benoeming tot aartsbisschop is fout, of de kalief in kwestie was eigenlijk Al-Mutasim. Deze laatste mogelijkheid is consistent met het verhaal van Simeon de Logotheet, die laat Leo aan het Magnaura doceren van eind 838 tot begin 840, waar hij royaal voor betaald zou zijn.
Leo, een iconoclast die soms werd beschuldigd van heidendom, verloor zijn aartsbisdom aan het einde van de tweede iconoclastische periode in 843. Desondanks hield hij slechts maanden na Theophilos' dood een preek waar hij zich gunstig uitliet over iconen. Rond 855 werd Leo door Bardas aangesteld tot hoofd van de nieuw gestichte school van Magnaura. Hij stond bekend om zijn filosofische, wiskundige, medische, natuurwetenschappelijke, literaire, filologische, astronomische en astrologische kennis. Zijn patroon was Theoktistos. Hij was bevriend met Photios I van Constantinopel. De heilige Cyrillus was een van zijn studenten.
Aan Leo is wel een systeem van bakens (een optische telegraaf) toegeschreven, dat zich over Asia Minor van Cilicië naar Constantinopel uitstrekte. Deze optische telegraaf gaf in geval van Arabische invallen een vroege waarschuwing; ook werd hij voor diplomatiek verkeer gebruikt. Leo vond ook verschillende automaten uit: zoals bomen met bewegende vogels, brullende leeuwen, en een leviterende keizerlijke troon. Deze troon was een eeuw later nog in werking, toen Liutprand van Cremona hier getuige van was bij zijn bezoek aan Constantinopel.

## Werken
Het grootste deel van Leo's geschriften is verloren gegaan. Hij schreef boeken, gedichten en veel epigrammen. Leo bracht een breed scala aan filosofische, medische en astronomische teksten samen. Zijn bibliotheek kan ten minste gedeeltelijk worden gereconstrueerd: Archimedes, Euclides, Plato, Paul van Alexandrië, Theon van Alexandrië, Proclus, Porphyrius, Apollonius van Perga, de verloren Mechanica van Quirinus en Marcellus, en mogelijk Thucydides. Hij stelde zijn eigen medische encyclopedie samen. Latere Byzantijnse geleerden verwarden hem soms met de geleerde Leo Choirosphaktes en keizer Leo VI de Wijze. Ook schreven zij hem soms ten onrechte orakels toe.

## Voetnoten
1. 1 2  Holmes, George (1990). The Oxford illustrated history of medieval Europe. Oxford University Press, Oxford, 52. ISBN 978-0-19-285435-3.
2. 1 2  Marcus Louis Rautman (2006), Daily Life in the Byzantine Empire (Greenwood Publishing Group, ISBN 0-313-32437-9), 294–95.
3. ↑  "History of the Pianola", Pianola Institute. Gearchiveerd op 16 maart 2023.
4. 1 2  Browning, Robert (1964). Byzantine Scholarship. Past and Present 28: 7–8.
5. ↑  Volgens de Pseudo-Simeon was deze student Boïditzes, die Amorium aan de kalief had verraden
6. ↑  Joseph Genesius en Theophanes Continuatus plaatsen deze gebeurtenis tussen 829 en 833; Simeon de Logotheet meent dat het kalief al-Mutasim was die Leo uitnodigde en plaatst de uitnodiging na de islamitische verovering van Amorium in het najaar van 838, cf. Treadgold, Warren T. (1979). The Chronological Accuracy of the Chronicle of Symeon the Logothete for the Years 813–845. Dumbarton Oaks Papers 33: 162.
7. ↑  Symeon noemt de Magnaura, Continuatus de kerk van de veertig martelaren (Treadgold, "Chronological Accuracy", blz. 186).
8. ↑  Treadgold, "Chronological Accuracy", blz. 172.
9. ↑  Warren T. Treadgold (1997), 'A history of the Byzantine state and society (Stanford University Press), blz. 447.
10. ↑  Warren T. Treadgold (1988), The Byzantine Revival, 780-842, (Stanford University Press), blz. 372.
11. ↑  Treadgold, "Chronological Accuracy", blz. 187, gelooft op basis van het verhaal van de Logotheet, dat dit in 843 gebeurde en dat het hier om een heroprichting van de school van Theophilos ging.
12. ↑  Tougher, Shaun (1997). The Reign of Leo VI (886–912): Politics and People. Brill, Leiden, 113. ISBN 90-04-10811-4.
13. ↑  Vlasto, A.P. (1970). The Entry of the Slavs into Christendom: An Introduction to the Medieval History of the Slavs. Cambridge University Press, Cambridge, 30.
14. ↑  Treadgold, Warren T. (1979). The Revival of Byzantine Learning and the Revival of the Byzantine State. The American Historical Review 84 (5): 1245–1266 [p. 1259] (American Historical Association). DOI: 10.2307/1861467.
15. ↑  Safran, Linda (1998). Heaven on Earth: Art and the Church in Byzantium. Penn State Press, Pittsburgh, p. 30. ISBN 0-271-01670-1. Records Liutprand's description.
16. ↑  Voor een gedetailleerde discussies van Leo's telegraaf en zijn automaten, zie Leone Montagnini (2002), "Leone il Matematico, un anello mancante nella storia della scienza", Studi sull'Oriente Cristiano, 6 (2), blz. 89-108.
17. ↑  Speciale vermelding verdienen enige centos die bewaard zijn gebleven in de Palatijnse anthologie, zie Prieto Domínguez, Óscar (2011), De Alieno Nostrum: el Centón profano en el mundo griego. Estudios filológicos, blz. 328. Salamanca: Ediciones Universidad de Salamanca. ISBN 9788478002085, blz. 120-179.

- Bibliothèque nationale de France: cb119305016 (data)
- Gemeinsame Normdatei: 100951821
- International Standard Name Identifier: 0000 0001 0225 2680
- Library of Congress Control Number: n93123081
- Nationale Bibliotheek van Tsjechië: xx0129235
- Réseau des bibliothèques de Suisse occidentale: 02-A000104031
- Système universitaire de documentation: 058651578
- Virtual International Authority File: 24956879
- WorldCat: E39PCjqG8vYHdJ8kvfFHx4ckjC